# Go Do
Go Do is de eerste solo-single van de IJslandse zanger van Sigur Rós, Jónsi. Het nummer werd op 23 maart 2010 als ep uitgebracht. De single kwam op nummer 27 binnen in de Vlaamse Ultratop 50 en bereikte een 16e in de Japan Hot 100.

## Tracklist
- 'Go Do' - 4:41
- 'Kolniður' - 3:54
- 'Grow Till Tall' - 5:12

## Hitnotering
| "Go Do" in de Vlaamse Ultratop 50 - binnen: 10-04-2010 | "Go Do" in de Vlaamse Ultratop 50 - binnen: 10-04-2010 | "Go Do" in de Vlaamse Ultratop 50 - binnen: 10-04-2010 | "Go Do" in de Vlaamse Ultratop 50 - binnen: 10-04-2010 |
| Week                                                   | 01                                                     | 02                                                     |                                                        |
| ------------------------------------------------------ | ------------------------------------------------------ | ------------------------------------------------------ | ------------------------------------------------------ |
| Nummer                                                 | 27                                                     | 40                                                     | uit                                                    |